# Полісі (Занзібар)
Спортивний клуб «Поліція Занзібару» або просто Полісі (англ. Polisi Zanzíbar Sport Club) — професіональний танзанійський та занзібарський футбольний клуб з однойменного острову.

## Історія
Заснований в столиці Занзібару, представляє поліцію Занзібару в футбольних змаганнях. Найбільшого успіху команда досягла на початку 2000-х років, коли двічі вигравала занзібарську Прем'єр-лігу та одного разу кубок Танзанії. 
На міжнародному рівні 3 рази виступав у континентальних кубках, де найкращим результатом для клубу став вихід до першого раунду Ліги чемпіонів КАФ 2006 року.

## Досягнення
- Прем'єр-ліга Занзібару
  -  Чемпіон (2): 2004/05, 2005/06

- Кубок Танзанії
  -  Володар (1): 2001

- Кубок Занзібару
  -  Фіналіст (1): 2008

## Статистика виступів
| Сезон | Турнір                     | Раунд      | Клуб                  | Вдома | На виїзді | Загалом |
| ----- | -------------------------- | ---------- | --------------------- | ----- | --------- | ------- |
| 2002  | Кубок володарів кубків КАФ | Попередній | Гуана Трейдінг        | 0-0   | 2-1       | 2-1     |
| 2002  | Кубок володарів кубків КАФ | 1          | Хаммам-Ліф            | 0-2   | 0-5       | 0-7     |
| 2006  | Ліга чемпіонів КАФ         | Попередній | КІВО Юнайтед          | т.п.1 | т.п.1     | т.п.1   |
| 2006  | Ліга чемпіонів КАФ         | 1          | Етуаль дю Сахель      | 0-2   | 0-3       | 0-5     |
| 2007  | Ліга чемпіонів КАФ         | Попередній | Аль-Хіляль (Омдурман) | 0-2   | 0-4       | 0-6     |
| 2015  | Кубок конфедерації КАФ     | Попередній | КФ Мунана             | 1-3   | 0-5       | 1-8     |

1- КІВО Юнайтед покинув турнір.